# Ludwik Dworzak
Ludwik Franciszek Dworzak (ur. 9 października 1900 w Skolem, zm. 1940 w Bykowni) – polski karnista, wykładowca, sędzia, podporucznik rezerwy artylerii Wojska Polskiego, ofiara zbrodni katyńskiej.

## Życiorys
Urodził się 9 października 1900 w Skolem jako syn Marii i Józefa, sędziego Sądu Najwyższego. 11 marca 1918 zdał wojenny egzamin dojrzałości w C. K. Gimnazjum im. Franciszka Józefa we Lwowie (w jego klasie był m.in. Kazimierz Gluziński). Ukończył studia na Wydziale Prawa Uniwersytetu Jana Kazimierza we Lwowie. Na tym uniwersytecie w 1922 uzyskał stopień doktora, a w 1931 habilitację. Był uczniem prof. Juliusza Makarewicza, który kierował jego pracą doktorską i był recenzentem jego przewodu habilitacyjnego. Został starszym asystentem profesora w Zakładzie Prawa Karnego na macierzystej uczelni. W roku akademickim 1930/1931 został kierownikiem Katedry Prawa i Postępowania Karnego na Katolickim Uniwersytecie Lubelskim w Lublinie, zostając jednocześnie zastępcą profesora prawa karnego na Wydziale Prawa i Nauk Społeczno-Ekonomicznych tej uczelni. Był znawcą prawa karnego materialnego, procesowego i wykonawczego, docentem profesorem tytularnym prawa karnego, sędzią Sądu Okręgowego i Apelacyjnego we Lwowie.
Jako aplikant 14 sierpnia 1924 został mianowany sędzią zapasowym dla lwowskiego okręgu apelacyjnego we Lwowie. Był członkiem zarządu oddziału lwowskiego Zrzeszenia Sędziów i Prokuratorów RP. Jako sędzia SO w połowie 1935 został mianowany przewodniczącym Okręgowej Komisji Wyborczej nr 70 we Lwowie. W drugiej połowie lat 30. pełnił stanowisko dyrektora Departamentu Karnego Ministerstwa Sprawiedliwości. Publikował w periodyku „Przegląd Więziennictwa Polskiego”.
W Wojsku Polskim został awansowany na stopień podporucznika rezerwy artylerii ze starszeństwem z dniem 1 lipca 1925. W 1934, jako oficer rezerwy był przydzielony do 5 Lwowskiego pułku artylerii lekkiej i pozostawał wówczas w ewidencji Powiatowej Komendy Uzupełnień Lwów Miasto.
Po wybuchu II wojny światowej i agresji ZSRR na Polskę z 17 września 1939 został aresztowany przez funkcjonariuszy NKWD 7 października 1939. Był osadzony we lwowskim więzieniu na Zamarstynowie, po czym w lutym 1940 został przewieziony do więzienia przy ulicy Karolenkiwskiej 17 w Kijowie. Tam na wiosnę 1940 został zamordowany przez NKWD w Bykowni wiosną 1940 r., na co wskazuje odnaleziony w 2007 grzebień z wyrytym nazwiskiem prof. Dworzaka. Jego nazwisko znalazło się na tzw. Ukraińskiej Liście Katyńskiej opublikowanej w 1994 (został wymieniony na liście wywózkowej 55/3-32 oznaczony numerem 858). Został pochowany na otwartym w 2012 Polskim Cmentarzu Wojennym w Kijowie-Bykowni. Wcześniej, podczas prowadzonych tam prac ekshumacyjnych w miejscach masowych pochówków został odnaleziony ebonitowy grzebień wyprodukowany przez austriacką firmę Matador Garantie, na którym zostały wydrapane cienkim przedmiotem napisy: „Fr. Strzelecki Wł. Woł” (w domniemaniu Franciszek Strzelecki, kierownik szkoły powszechnej we Włodzimierzu Wołyńskim), „Ludw Dworzak s. Józefa” (w domniemaniu Ludwik Dworzak), „kpt. Grankowski, Wspólna 17” i „Szczyrad” (w domniemaniu ppłk Bronisław Szczyradłowski).

## Publikacje
- Kodeks karny republik sowjeckich (1926, współautorzy: Zdzisław Papierkowski, Juliusz Makarewicz, Rafał Lemkin, Roman Zbigniew Piotrowski)
- Zmowa więźniów w celu ucieczki (1928, współautor: Zdzisław Papierkowski)
- Przestępstwa naruszenia stanu cywilnego (1929)
- Biurowość i sekretarjaty w postępowaniu karnem (1930, współautor: Alfred Kotwicz-Zgórski)
- Stan cywilny jako przedmiot ochrony karnej (1931)
- Areszt śledczy i inne środki zapobiegawcze w polskim procesie karnym (1932)
- L'application de la loi pénale aux infranctions commises par des étrangers hors de leur territoire: rapport spécial pour le Congrès International de Droit Comparé à La Haye (1932)
- Zarys polskiego procesu karnego (1934, współautor: Alfred Kotwicz-Zgórski, Alfred Laniewski)
- L'organisation de la rééducation morale et de la réadaptation sociale des délinquants (reclassement) (1937)
- Stabilimenti penitenziari agricoli (1938)